# Charlie Elphicke
Charles Brett Anthony Elphicke (né le 14 mars 1971) est un homme politique britannique, ancien avocat. Il est député pour Douvres de 2010 à 2019. Membre du Parti conservateur, il est whip du gouvernement et Lord Commissaire au Trésor de 2015 à 2016.
Il est suspendu du Parti conservateur en novembre 2017 après avoir été accusé d'agressions sexuelles contre deux membres de son personnel,. Il ne s'est pas présenté aux élections générales de 2019 et est remplacé par son épouse, Natalie Elphicke. Le 30 juillet 2020, il est reconnu coupable de trois chefs d'agression sexuelle et condamné par la suite à deux ans d'emprisonnement.

## Éducation et début de carrière
Né à Huntingdon, Elphicke fait ses études à la Felsted School Essex et au Cambridge Center for Sixth-form Studies (CCSS) avant d'étudier le droit à l'Université de Nottingham.
Avant d'être élu au Parlement, il est associé du cabinet d'avocats Reed Smith (2001-2005) et associé fiscal chez Hunton &amp; Williams (2006-2010),. Il travaille aussi dans l'industrie de la recherche pharmaceutique.
En 2007, il écrit un rapport pour le Think tank de centre-droit le Centre for Policy Studies montrant que, alors que le revenu d'un ménage moyen augmente annuellement de 4,7% de 1997 à 2001, il n'augmente que de 0,35% en 2006, un ralentissement qu'Elphicke attribue à l'augmentation des cotisations à l'assurance nationale en 2003. Le rapport montre également que l'inégalité des revenus ont « à peine changé » depuis 1996-1997, bien qu'un porte-parole du Trésor ait souligné que le Royaume-Uni continue « de figurer en tête des classements mondiaux des investissements ».

## Conseiller
Elphicke est élu au conseil du Borough londonien de Lambeth en 1994, représentant Gipsy Hill. Il bat le leader travailliste du conseil, Stephen Whaley. Il démissionne en 1998 et devient président de la Dulwich & West Norwood Conservative Association. Il occupe ce poste jusqu'à ce qu'il soit sélectionné comme candidat parlementaire conservateur pour St Albans, dans le Hertfordshire en 1999. Lors des élections générales de 2001, Elphicke est battu, le candidat travailliste sortant conservant le siège. Il est vice-président de la Cities of London and Westminster Conservative Association de 2002 à 2006.

## Carrière parlementaire
Elphicke est sélectionné comme candidat conservateur pour Douvres en juin 2007. Douvres est le plus sûr des sept sièges travaillistes dans le Kent. Aux élections générales de 2010, Elphicke l'emporte avec une oscillation de 10,4 %. Il est réélu en 2015 et 2017.
Elphicke prononce son premier discours lors d'un débat sur les affaires européennes le 3 juin 2010.
En mai 2012, Elphicke se présente au poste de secrétaire du comité 1922. Il est considéré comme un "phare" du "groupe 301" composé de députés conservateurs modernisateurs, du nom du nombre de députés requis pour remporter la majorité aux élections générales de 2015. Sa défaite est considérée comme un coup dur pour David Cameron, bien que 11 des 12 autres postes soient allés à de nouveaux députés et que les élections aient éliminé la plupart des « fauteurs de troubles historiques »,.
Le 15 octobre 2012, il est nommé Secrétaire parlementaire privé (PPS) du ministre de l'Europe, David Lidington. Il devient PPS de Iain Duncan Smith, secrétaire d'État au Travail et aux Retraites, en 2014. Elphicke est whip gouvernement, Lord Commissaire (Lords du Trésor), à la suite des élections générales de 2015  mais est limogé en juillet 2016 lorsque Theresa May remplace Cameron en tant que Premier ministre.
Elphicke fait campagne pour rester dans l'Union européenne lors du Référendum sur l'appartenance du Royaume-Uni à l'Union européenne en 2016. Il contribue à la première défaite du gouvernement conservateur contre une législation clé sur le Brexit en décembre 2017, lorsqu'il s'abstient lors du vote sur l'amendement de Dominic Grieve exigeant que le Parlement vote sur l'accord final concernant la sortie du Royaume-Uni de l'Union européenne. Elphicke fait valoir à la Chambre des communes que le processus de reprise du contrôle de l'UE devrait être mené d'une manière qui respecte la souveraineté du Parlement,.
En août 2017, Elphicke écrit une lettre à envoyer par 40 députés au chancelier de l'Échiquier, Philip Hammond, appelant au retour des ventes hors taxes une fois que le Royaume-Uni aura quitté l'UE. Il devient vice-président du groupe parlementaire transpartisan FairFuelUK – une organisation engagée à réduire les taxes sur le carburant – après avoir été son président.
Au Parlement, Elphicke siège au Comité du Trésor, après avoir siégé au Comité de l'administration publique, aux projets de loi de consolidation (Comité mixte) et au Comité des comptes publics.

## Condamnation pour agression sexuelle
En novembre 2017, Elphicke est suspendu du Parti conservateur après que des « allégations sérieuses » portées contre lui aient été déférées à la police. Elphicke déclare: "Je ne suis pas au courant de ce que sont les allégations présumées et nie tout acte répréhensible.".
En mars 2018, Elphicke apprend qu'il est accusé d'infractions sexuelles contre deux membres de son personnel. Il répond : "Je suis tout à fait convaincu que je serai en mesure de prouver mon innocence." . En avril 2018, le Sunday Times rapporte qu'une allégation de viol a été portée contre Elphicke en novembre 2017, au plus fort des scandales sexuels de Westminster .
Le 12 décembre 2018, Elphicke réintègre le groupe conservateur avant un vote de confiance en faveur de Theresa May.
Le 22 juillet 2019, le Crown Prosecution Service (CPS) annonce qu'il a inculpé Elphicke de trois chefs d'agression sexuelle concernant deux femmes : une accusation relative à un incident en 2007 et les deux autres en 2016. Il comparait devant le tribunal de première instance de Westminster le 6 septembre 2019 et nie les trois chefs d'accusation. Le Parti conservateur suspend de nouveau Elphicke plus tard dans la journée. En octobre 2019, Elphicke comparait devant le Southwark Crown Court et est libéré sous caution pour revenir pour être jugé le 29 juin 2020.
Le 30 juillet 2020, Elphicke est reconnu coupable de trois chefs d'agression sexuelle.
Après le prononcé du verdict, Natalie Elphicke déclare que leur mariage de 25 ans est terminé en raison des actions d'Elphicke.
Le 15 septembre 2020, Elphicke est condamné à deux ans de prison. Il demande l'autorisation de faire appel de la peine, mais cela lui est refusé en mars 2021.